# Joey Aresco
Joey Aresco est un acteur américain, né le 22 août 1949 aux États-Unis.

## Biographie
Joey Aresco est principalement connu pour son rôle du caporal John David Hutchinson « Hutch » dans la série télévisée Les Têtes brûlées.

## Filmographie
- 1990 : MacGyver (saison 6, épisode 9 "Amères récoltes") : Nicholas Kasabian